# Paul Rémond
Pour les articles homonymes, voir Rémond.
Paul Rémond, né le 24 septembre 1873 à Salins-les-Bains et mort le 24 avril 1963 à Nice, était un ecclésiastique catholique français qui fut notamment aumônier général des troupes françaises pendant l’occupation de la Ruhr et évêque de Nice de 1930 à sa mort. Il a été reconnu Juste parmi les nations.

## Biographie
Il est issu d’une famille profondément catholique de la bourgeoisie franc-comtoise. Il fait ses études au collège des Frères de Marie de Besançon, puis à l’université de Besançon et à l’université de Fribourg. Entré au séminaire français de Rome, il y obtient un doctorat de philosophie en 1899, puis un doctorat de théologie en 1900.
Ordonné prêtre en 1899 pour le diocèse de Besançon, il est vicaire à Belfort, puis en 1906 aumônier de lycée à Besançon.
Patriote, démocrate et libéral, il milite au Sillon puis à l'Association catholique de la jeunesse française (ACJF). Il est également membre du mouvement d'action catholique « Sainte-Famille » développé en France par Philibert Vrau. 
Mobilisé dès 1914, il fut l’ecclésiastique le plus haut gradé de l’armée française pendant la Première Guerre mondiale, avec le rang de commandant. Sur les champs de bataille, Paul Rémond s'était révélé particulièrement valeureux, comme en témoignaient sa Légion d'honneur, sa croix de guerre avec palme, deux étoiles d'argent et deux étoiles d'or, sa croix d'officier de l'ordre de Léopold décernée en 1922. En 1921, il est nommé aumônier général de l’armée du Rhin, avec dignité épiscopale en tant que évêque titulaire de Clysma (de), et s’installe à Mayence. Avec la fin de l’occupation française, il perd ses fonctions, mais est nommé évêque de Nice le 20 mai 1930. 
Il est également connu pour sa protestation contre l’antisémitisme dans les années 1930 et son action en faveur des Juifs pendant l’Occupation. Il est intervenu personnellement en délivrant par exemple de faux certificats de baptême, et a contribué à la création du « réseau Marcel », qui a sauvé plusieurs centaines d’enfants. Nice et sa région, grâce à l'action des résistants, dont Paul Rémond, ont été un lieu de refuge pour de nombreux Juifs français, avec l'accord des autorités militaires italiennes. La vallée de la Vésubie a servi de lieu de passage et d'accueil, la ville italienne de Vintimille a été incluse par Paul Rémond dans son diocèse afin de faciliter les déplacements et de procurer aux Juifs le statut de personnes protégées accordé par le commandement des forces d'occupation militaire italiennes dirigées par le général Mario Vercellino.
En 1948, lors de la grande grève des mineurs, Jules Rémond lance un appel pour que les catholiques apportent des secours aux enfants des mineurs de Provence.
Le 23 janvier 1950 il est nommé archevêque ad personam par le pape Pie XII pour récompenser son comportement exemplaire durant ces années.
Paul Rémond a reçu à titre posthume la médaille de Juste parmi les nations du mémorial de Yad Vashem en 1991.

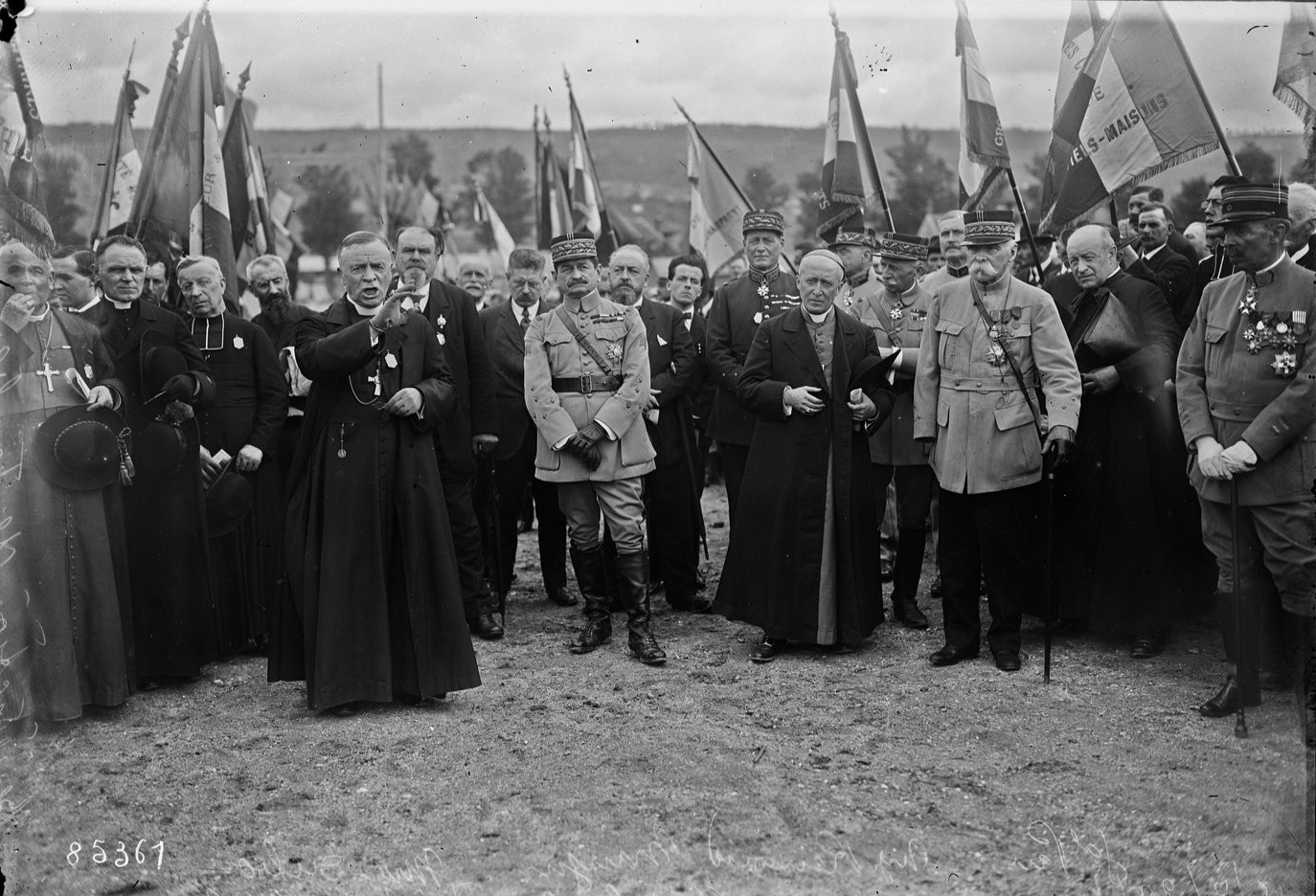
Anniversaire de la 2e victoire de la Marne : bénédiction des tombes. Louis-Ernest Dubois, Mangin, Paul Rémond, général Paul Pau (Dormans, 15 juillet 1923).
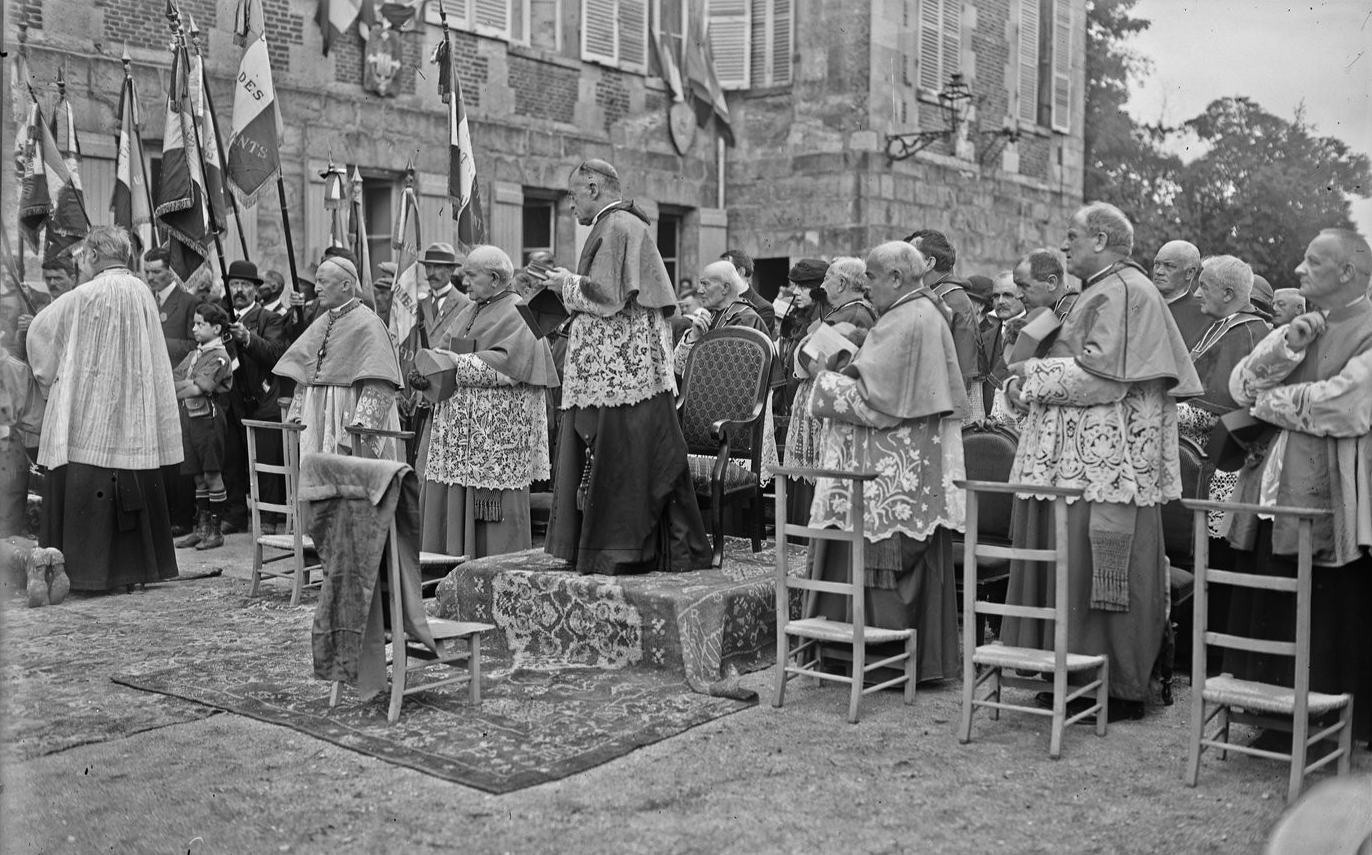
Louis-Ernest Dubois et Paul Rémond (Dormans, 15 juillet 1923).